# 阿贝西单抗
阿贝西单抗（INN：Abelacimab，开发代号：MAA868）是一种用于治疗凝血的全人源单克隆抗体，由Anthos Therapeutics开发。

## 作用机制
它是抗XI因子抗体。